# Agenzia Nazionale Stampa Associata

Logo

ANSA (Agenzia Nazionale Stampa Associata) is het algemeen persbureau van Italië. Het werd in 1945 in Rome opgericht.
Het is een coöperatieve samenwerking van 36 van de meest prominente dagbladuitgevers van Italië. Zij zijn via deze link te vinden: i soci ansa. De missie van dit agentschap is om nieuwsberichten te verzamelen, te publiceren en te distribueren die alle facetten van het Italiaanse leven en daarbuiten omvatten. Het bureau maakt gebruik van een code die gericht is op de ethiek en een statuut dat de objectiviteit en de onafhankelijkheid van de journalistieke informatie waarborgt. Het is een moderne organisatie die een belangrijke rol speelt in de informatieverschaffing aan de media als geheel. De redactie produceert meer dan 2000 berichten per dag. Het hoofdkantoor bevindt zich in Rome en er bevinden zich 22 afdelingen verspreid over heel Italië. Ook heeft deze organisatie meer dan 81 correspondenten in 74 landen.